# Muriceides collaris
Muriceides collaris är en korallart som beskrevs av Nutting 1910. Muriceides collaris ingår i släktet Muriceides och familjen Plexauridae. Inga underarter finns listade i Catalogue of Life.